# Barbus balcanicus
Barbus balcanicus é uma espécie de peixes da família dos Cyprinidae no ordem dos Cypriniformes.

## Morfologia
Os machos podem chegar atingir os 17,5 cm de comprimento total.

## Habitat
É um peixe de água doce.

## Distribuição geográfica
Encontra-se na Sérvia, na bacia do rio Isonzo (Itália, Eslovénia), o Danúbio, na Grécia e Macedónia do Norte.